# Incidente del Cuyuní
El Incidente del Cuyuní, bautizado así por el general Domingo Antonio Sifontes, fue un enfrentamiento armado entre venezolanos y británicos ocurrido en la región del río Cuyuní por la disputa territorial que tenía Venezuela con la Guayana Británica a finales del siglo XIX. Comtemporariamente también se ha denominado como "Batalla del Cuyuní".

## Antecedentes

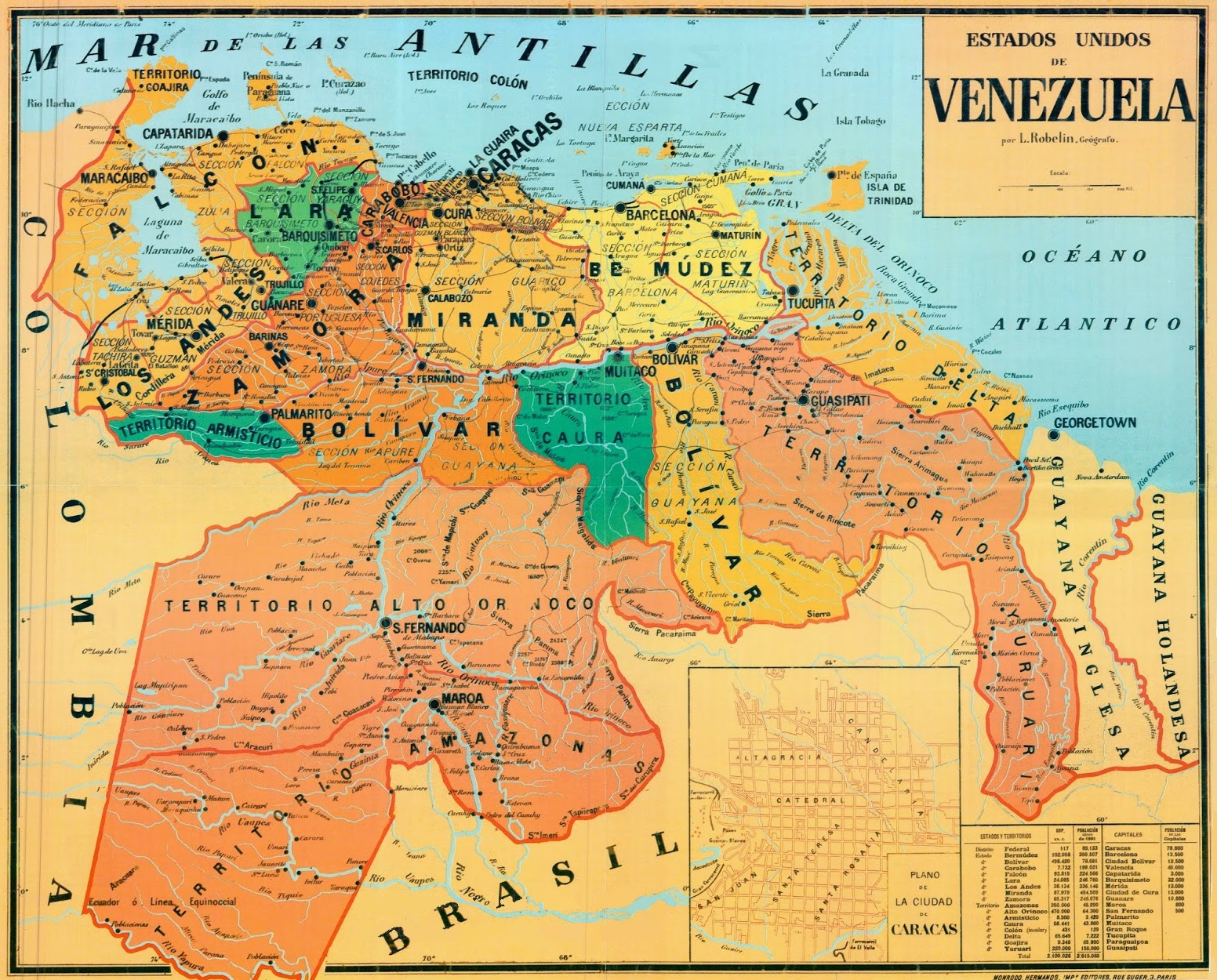
Mapa de los Estados Unidos de Venezuela.

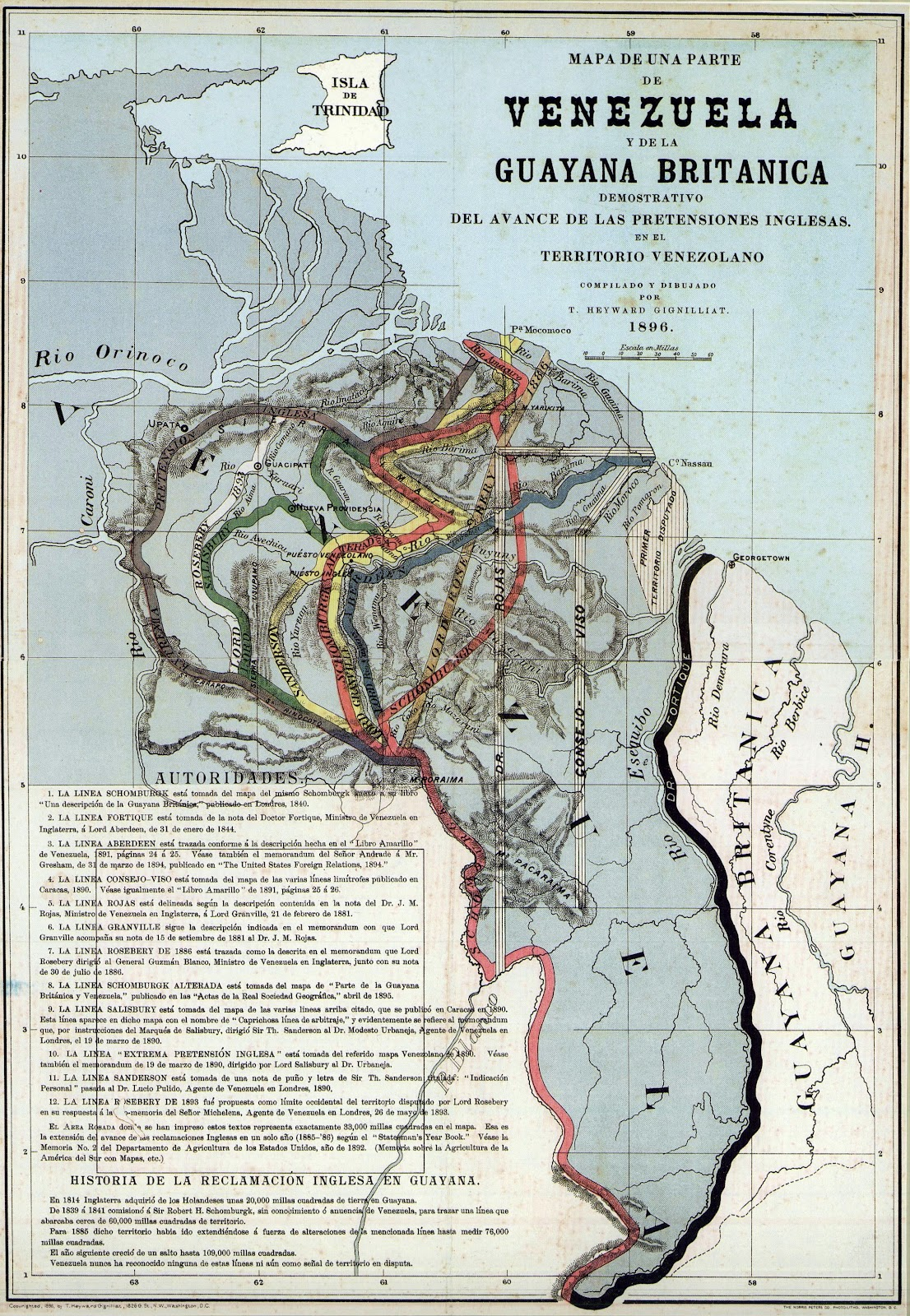
Mapa de 1896 de la antigua Guayana Británica y las diversas líneas de límites trazadas, que muestran las máximas aspiraciones británicas y el río Esequibo que Venezuela considera como su frontera, la zona grisácea es el único territorio no reivindicado por Venezuela, mientras que una parte del sector oriental (Pirara) fue cedido por el Reino Unido al Brasil.

Durante el siglo XIX existió una disputa territorial entre Venezuela y la Guayana Británica sobre la pertenencia del territorio al oeste del río Esequibo. La posición venezolana partía de que la frontera debía ser línea media del río en virtud del principio Uti possidetis iure por el cual le correspondía los territorios de la ex Capitanía General de Venezuela al momento de su independencia en 1810, la cual, se alega, tenía como frontera este el río Esequibo. Por su parte El Reino Unido se basaba en un mapa de 1840 (aunque con algunas modificaciones posteriores) del naturalista prusiano Robert Schomburgk cuya línea fronteriza llegaba hasta Punta Barima en las bocas del río Orinoco (en el actual estado Delta Amacuro) y los montes de Upata (en el actual estado Bolívar) abarcando un área aproximada de 203 310 km2 al oeste de río Esequibo.
Venezuela inició en 1841 sus gestiones diplomáticas ante el Reino Unido a través de su ministro en Londres, Alejo Fortique. Al siguiente año, éste logró que se eliminaran los postes colocados por Schomburgk, y posteriormente se llegó al Acuerdo de 1850, mediante el cual ambos gobiernos se comprometieron a no ocupar el territorio en disputa que comprendía desde la línea trazada por Schomburgk hasta el río Esequibo.
Debido al avance inglés sobre el río Esequibo durante las guerras civiles Venezolanas, el gobierno venezolano creó la “Comisaría Nacional del Cuyuní y sus Afluentes” en 1884 entre los ríos Yuruari y Cuyuní, a la que se asignó una guarnición militar para esta zona y una compañía de la Fuerza Armada de Venezuela, a cargo del general Domingo Antonio Sifontes,que fue nombrando comisario general de la entidad.

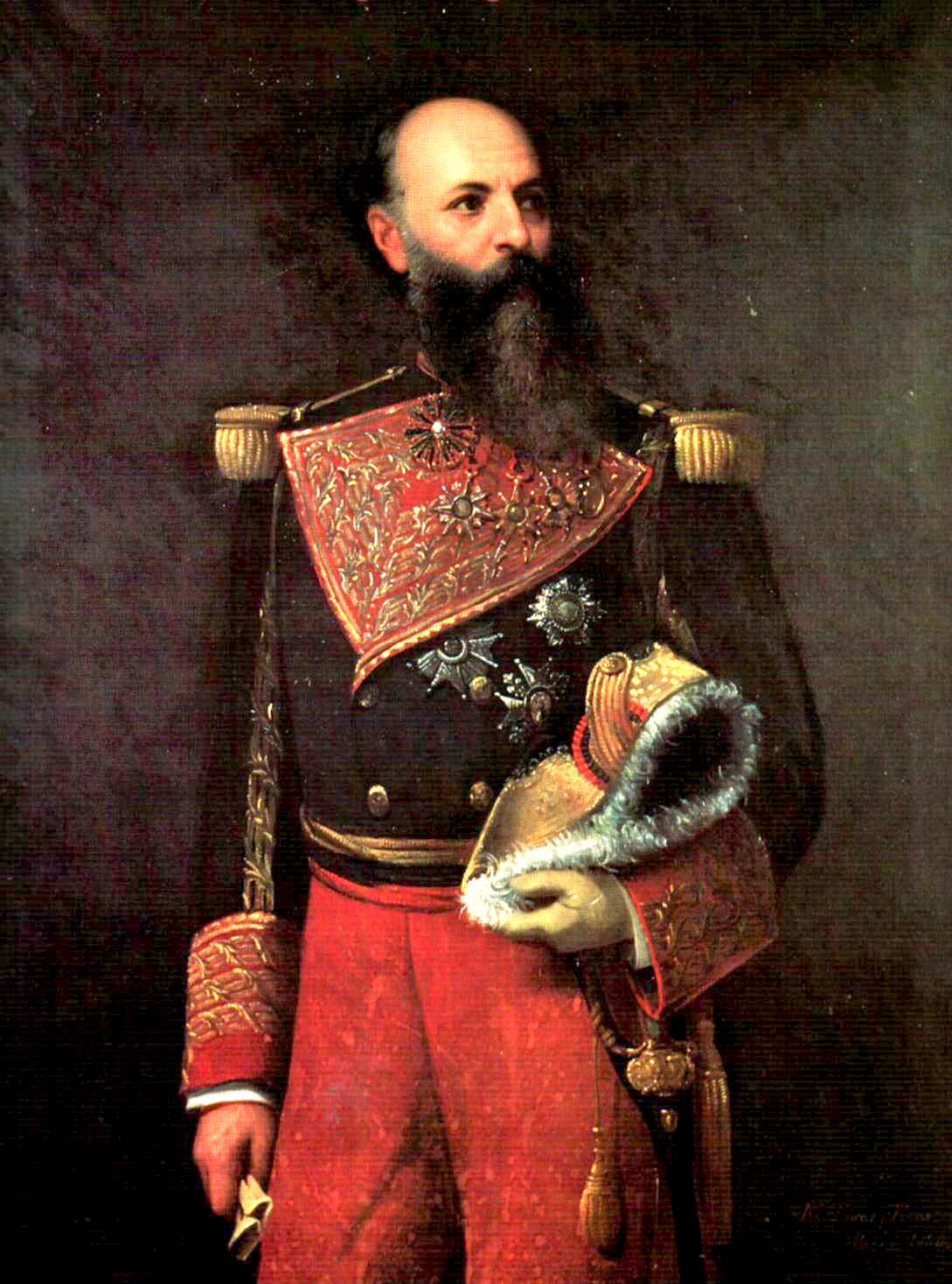
Presidente Guzmán Blanco

La comisaría tenía encargada la exploración del Territorio Federal Yuruari, la protección de los indígenas que allí habitaban y actuar con agresividad en caso de cualquier incursión inglesa. En 1887 se dio la ruptura de relaciones diplomáticas con el Reino Unido por parte del gobierno de Antonio Guzmán Blanco por adjudicarse por decreto a El Callao, Guasipati y El Dorado al territorio de la Guayana Británica.

## Desarrollo

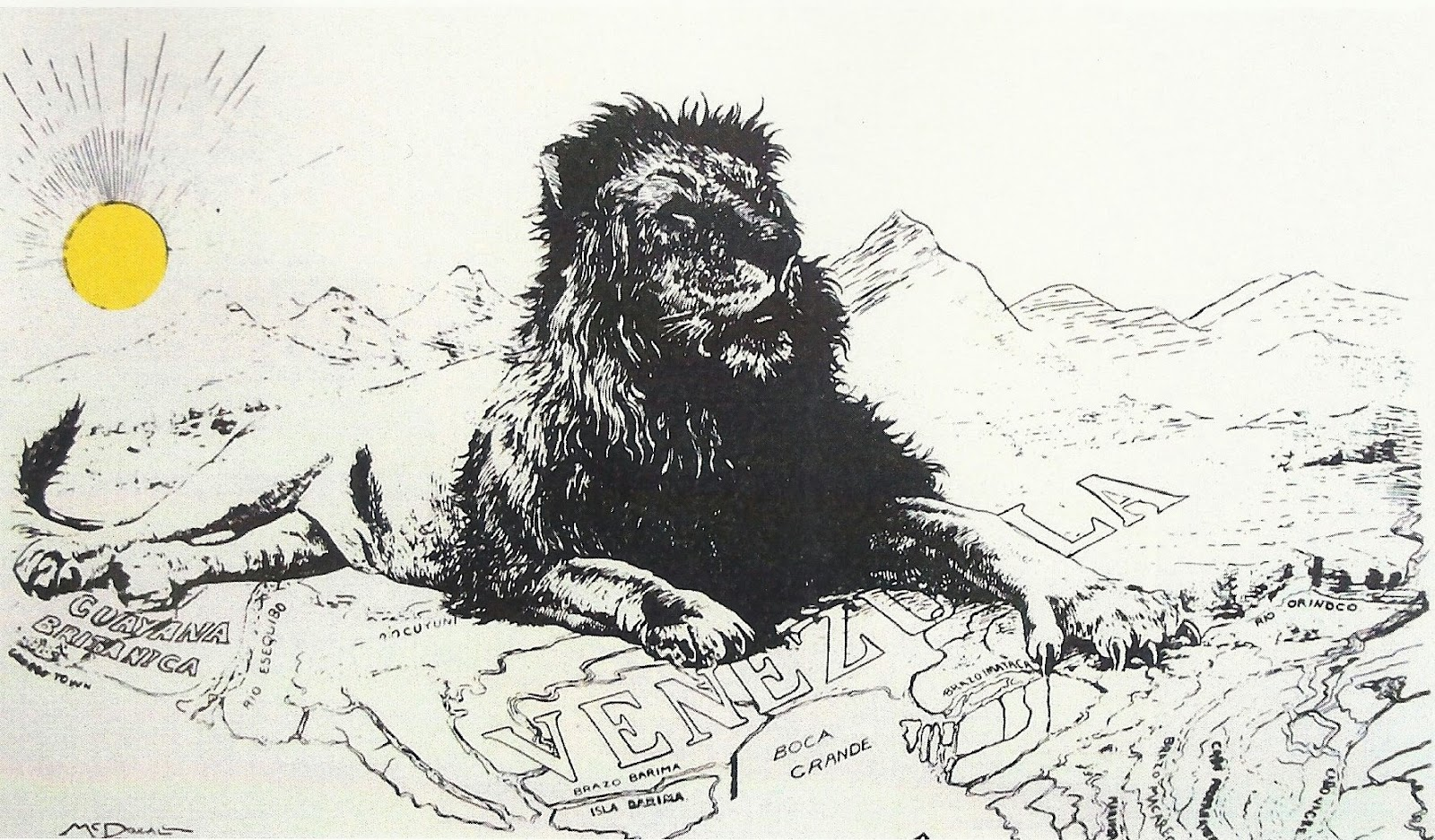
Caricatura de 1887. Avance británico por los ríos Barima, Amacuro, Yuruán y Cuyuní luego de la ruptura de relaciones diplomáticas.

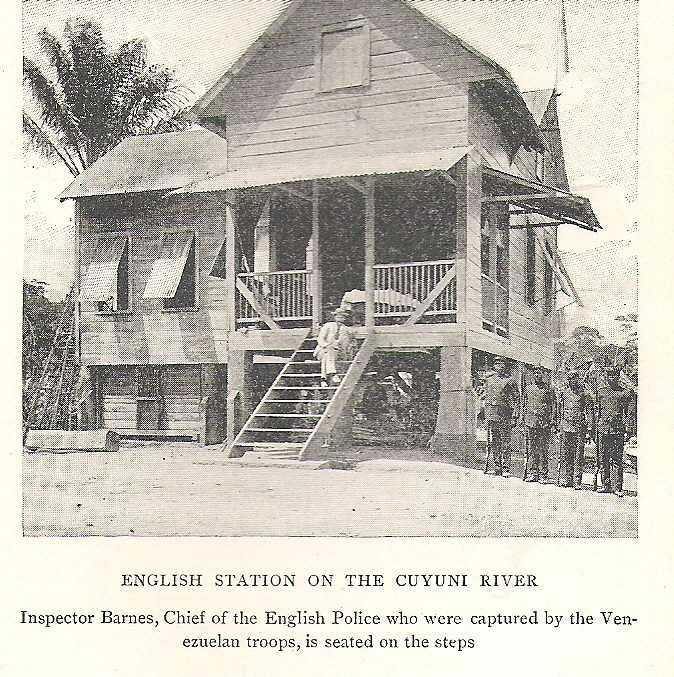
Inspector Barnes en la estación ocupada con sus hombres.

A horas de la madrugada, los hombres de la policía británica dirigidos por el inspector Barnes, tomaron un puesto militar venezolano desocupado, ubicado en el margen izquierda de río, en el cual los hombres de Barnes izaron la bandera inglesa en tierras venezolanas durante el día.
Ante este hecho, el capitán Andrés Avelino Domínguez, segundo al mando de Sifontes, fue enviado a recuperar el asentamiento militar. Después de un breve enfrntamiento el resultado fue la retirada de los ingleses y el apresamiento de Barnes y sus hombres, que fueron llevados a la Comisaría General, lo que aumentó las tensiones entre ambos países.
Barnes fue interrogado por Domingo Antonio Sifontes, quien recibió varias ofertas de los ingleses de abandonar el Cuyuní a cambio de liberarlos y dejarlo ir de regreso a Berbice a lo que Sifontes se negó y decidió llevarlo a Ciudad Bolívar.

## Consecuencias

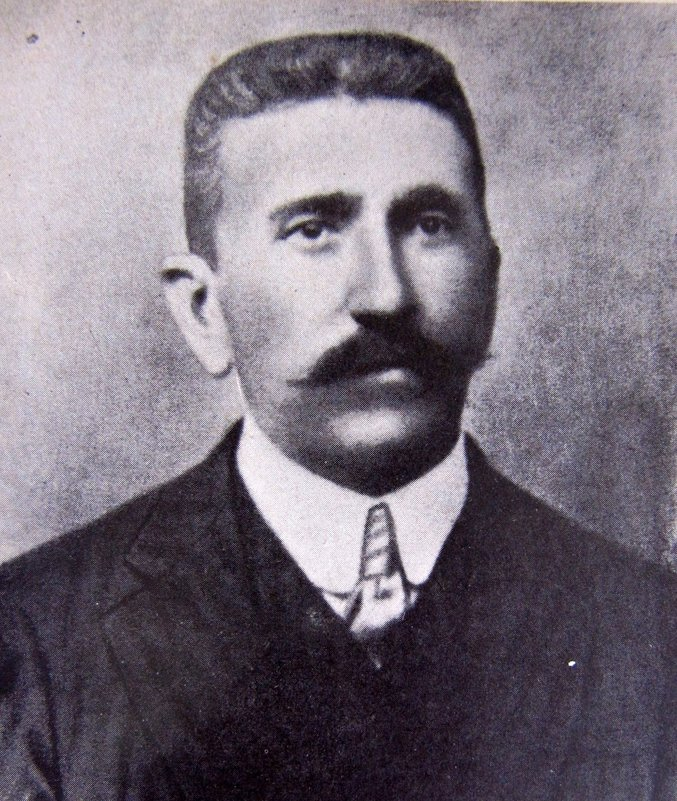
General Domingo Antonio Sifontes.

La dirección de la defensa del territorio se le atribuye históricamente al General Sifontes por lo que se volvió un "héroe local" y se nombró en su honor al Municipio Sifontes. En medio de la disputa fronteriza, Richard Olney, secretario de Estado del presidente de Estados Unidos para la época Grover Cleveland, considerando los "avances" británicos en tierra venezolana como verdaderas usurpaciones, justificaba la aplicación de la Doctrina Monroe, por tratarse de la agresión de una potencia europea contra un país americano, por lo que Estados Unidos llegó a firmar un tratado de arbitraje en 1897 con Venezuela y el Reino Unido que resultaría en el Laudo Arbitral de París.
El dictamen fue favorable a Reino Unido al adjudicarle el territorio denominado por Venezuela como Guayana Esequiba de 159 500 km2, al oeste del río Esequibo, aunque no en su máxima aspiración de abarcar hasta las bocas del río Orinoco y controlar su navegación. Venezuela protestaría posteriormente el presunto viciamiento del dictamen hasta firmar el Acuerdo de Ginebra en las Naciones Unidas